# VK České Budějovice
O Volejbalový klub České Budějovice, mais conhecido apenas como VK České Budějovice, ou também VK Jihostroj České Budějovice por questão de patrocínio, é um clube de voleibol masculino fundado em 1994, com sede em České Budějovice, República Checa. Atualmente o clube disputa a Extraliga, a primeira divisão do campeonato checo.

## Histórico
Em 1941, o organizador do vôlei Sokol, Míla Faktor, fundou o clube MIFA, mesclando os melhores jogadores de České Budějovice, da Sokol e Střížov, tais como: Zoch, Buchtel, Prokop, Korbaj, Přibyl e Hajek, e em 1943 competiram na liga. Desde 1944, o departamento de vôlei de České Budějovice é um dos melhores do país, Milan Čudafoi um dos treinadores do clube.
O Škoda České Budějovice, criado em 1968 e deu-se continuidade no segmento e pouco a pouco se tornou uma das melhores equipes da Checoslováquia, até hoje são lembrados pelos apaixonados pela história do clube dos nomes: Čuda, Hamáček, Procházka, Peška, treinador Hájek, Mourečková, Pazour, Pohl, depois Pitner, Valach, Kopet, Zoch, Jindra, Kosař, Jiránek e tantos outros que chegaram a representar a seleção nacional.
A história moderna do VK České Budějovice remonta a 1995, quando todas as equipes masculinas de vôlei do TJ Škoda Č. Budějovice até chegar a se chamar Volejbalový klub České Budějovice, deu numa época, na qual os clubes começaram a trabalhar profissionalmente, e trilhou este mesmo caminho para acompanhar a evolução, conforme relatou o campeão olímpico Milan Čuda, dando passos ousado na administração do clube e superando os desafios da época, contou com a ajuda do presidente do clube era Jiří Novák e Miroslav Leština, e através de Vratislav Kulhanek, que abriu a porta do clube para Jihostroj Velešín, com a chegada de Miloslav Tupý ao comitê do clube de Jihostroj Velešín alavancou muito esse projeto.
Em agosto de 1994, Milan Žák liderou seu primeiro treinamento na equipe Jihostroj. O então técnico nacional com menos de cinquenta anos de idade levou a equipe da Boêmia do Sul ao topo, onde está praticamente de forma contínua há um quarto de século. Na temporada 1999–00, os jogadores de vôlei České Budějovice venceu a Extraliga e a Copa Checa, passando a ser o melhor clube de vôlei checo. No total, ele conquistou nove títulos no campeonato a partir de 2000.
O maior sucesso no cenário internacional chegou à equipe na temporada 1997–98, sob a liderança de Milan Žák e disputou a Final Four da Taça Challenge. Também representou o país na fase de grupos da Liga dos Campeões, e outros jogadores ficaram na memória do time: os irmãos Galisové, Dvořák, Novák, Šotola, Zelenka, Habada, Popelka, Hudeček, Scheichl (jogador, treinador e gerente do clube), Pochop (jogador e depois gerente), Petr Brom (treinador de muito sucesso), Zdeněk Pommer (treinador de muito sucesso), Novotný, Zapletale outros tantos nomes.
Em 2019, a equipe do VK České Budějovice expandiu a sua galeria de troféus ao conquistar o decacampeonato checo e abriu uma larga vantagem contra o Dukla Liberec, com 4 títulos da Extraliga. Disputando o título do campeonato contra a equipe do Dukla Liberec, a equipe da cidade de České Budějovice venceu a quinta e última partida das finais, por 3 sets a 0, com parciais de 25–23, 25–21, 25–20 e fechou a série em 3–2.
Em 2022, os jogadores do České Budějovice venceram a Copa Checa de 2021–22 em uma partida de cinco sets contra o VK ČEZ Karlovarsko, com parciais de 20–25, 25–21, 25–22, 17–25 e 15–13. Com a conquista do novo título, o České Budějovice conquistou o troféu pela oitava vez na história e pela terceira vez nos últimos quatro anos.

## Títulos
Campeonato Checo
- Campeão: 1999–00, 2001–02, 2006–07, 2007–08, 2008–09, 2010–11, 2011–12, 2013–14, 2016–17, 2018–19
- Vice-campeão: 1996–97, 1998–99, 2000–01, 2012–13, 2014–15, 2020–21, 2022–23
- Terceiro lugar: 2002–03, 2004–05, 2009–10, 2015–16, 2021–22

 Copa Checa
- Campeão: 1998–99, 1999–00, 2001–02, 2002–03, 2010–11, 2018–19, 2019–20, 2021–22
- Vice-campeão: 1977–78, 2000–01, 2011–12

 Supercopa Checa
- Vice-campeão: 2022

 Copa da Checoslováquia
- Campeão: 1983, 1985